# Río del Val
El río del Val o río Cailes es un curso de agua de España, afluente del Río Queiles, que discurre por las provincias de Soria y Zaragoza, en la cuenca hidrográfica del Ebro. Es conocido tanto por su valor natural y paisajístico como por su importancia en el suministro de agua a la región y la generación de energía hidroeléctrica.

## Recorrido
El río Val, también conocido como río Cailes en la provincia de Soria, nace en la Fuente de Vomitrosa, ubicada en el municipio de Ólvega (provincia de Soria), en las Montañas del Sistema Ibérico. Su nacimiento, situado a una altitud considerable, se caracteriza por un caudal modesto, afectado por la pendiente del terreno y la alta permeabilidad del suelo, lo que provoca varios tramos de infiltración a lo largo de su curso inicial.
El río sigue su curso hacia la localidad de Ágreda, donde resurge en la dehesa conocida como "El Ojillo" gracias a la aportación de diversas fuentes y manaderos locales que aumentan su caudal. A partir de este punto, el río Val riega las tierras de Ágreda y comienza a formar un cañón natural de gran valor paisajístico. Entre sus puntos de interés se encuentra la Cascada del Pozo de las Truchas, un enclave turístico visitado por su belleza natural y entorno escarpado.
Finalmente, el río Val continúa su recorrido hacia el este, cruzando la frontera entre Castilla y León y Aragón, hasta confluir con el Río Queiles en la localidad aragonesa de Los Fayos (provincia de Zaragoza). En este último tramo, sus aguas están reguladas por el Embalse de El Val, una infraestructura hidrográfica de relevancia en la región, que controla el flujo y asegura el suministro hídrico.

### Poblaciones por las que pasa el río
El río Val atraviesa los siguientes municipios a lo largo de su recorrido:
- En la provincia de Soria:
  - Ólvega
  - Ágreda
- En la provincia de Zaragoza:
  - Los Fayos

## Embalse del Val
El Embalse de El Val, construido en 1996, se encuentra en el tramo final del río y regula tanto sus aguas como las del río Queiles a través de un túnel de interconexión que desvía parte del caudal del Queiles hacia el Val. La presa tiene una altura aproximada de 96 metros y una capacidad de almacenamiento de 28 hectómetros cúbicos, lo que la convierte en una de las estructuras hidráulicas más importantes para la regulación hídrica en la comarca.
El embalse cumple varias funciones esenciales para la región. Además de asegurar el suministro de agua para riego y consumo humano, es utilizado para la generación de energía hidroeléctrica, contribuyendo a la sostenibilidad energética de la zona.
La conexión hidráulica con el río Queiles y la capacidad de almacenamiento del embalse permiten que funcione como una reserva estratégica dentro de la Cuenca hidrográfica del Ebro, especialmente importante en épocas de sequía o de caudales elevados. Esto lo convierte también en un punto de interés para los estudios de gestión sostenible del agua y la adaptación a los cambios en los patrones de precipitación en la región.

## Problemas de Contaminación
En los últimos años, el río Val y su embalse han enfrentado graves problemas de contaminación relacionados con la eutrofización de sus aguas, debido a vertidos inadecuados provenientes de la estación depuradora de aguas residuales de Ágreda-Ólvega. Estos vertidos han elevado significativamente el nivel de fósforo en el embalse, favoreciendo el crecimiento descontrolado de algas y reduciendo la calidad del agua. Esta situación ha colocado al embalse entre los más afectados por la contaminación en la cuenca hidrográfica del Ebro, generando preocupación tanto en comunidades locales como entre organizaciones ambientales.
El aumento de la eutrofización ha derivado en la proliferación de microflora acuática, especialmente algas, lo que causa episodios de hipoxia que afectan gravemente a la fauna acuática y reducen la aptitud del agua para consumo y riego. La contaminación también afecta negativamente al turismo de naturaleza y al valor paisajístico del embalse, que son importantes para la economía de la zona.
En respuesta a estos problemas, varias asociaciones ecologistas, como Ecologistas en Acción, han presentado denuncias y han llevado a cabo campañas de sensibilización para instar a una mejor gestión y mantenimiento de las estaciones de depuración en la zona. Asimismo, la Confederación Hidrográfica del Ebro (CHE) ha emitido informes y ha propuesto medidas correctivas, aunque las soluciones a largo plazo requieren de inversiones en infraestructura y la implementación de controles más estrictos sobre los vertidos industriales y agrícolas.
La situación actual plantea un desafío significativo para los gestores de la cuenca del Ebro y las autoridades locales, quienes buscan equilibrar las necesidades hídricas de la región con la conservación del entorno natural. La implementación de tecnologías de tratamiento avanzado en las plantas de depuración y la adopción de prácticas agrícolas sostenibles son algunas de las soluciones a mediano y largo plazo que se están considerando para mejorar la calidad del agua y reducir los efectos de la eutrofización en el embalse de El Val.

## Relevancia Ecológica y Turística
El río Val, a pesar de los desafíos ambientales que enfrenta, continúa siendo un espacio de gran interés ecológico y turístico en la región del Sistema Ibérico. Su recorrido serpentea entre cañones y parajes naturales que ofrecen vistas impresionantes, atrayendo a visitantes y excursionistas. Entre sus puntos de mayor interés destaca la Cascada del Pozo de las Truchas, un salto de agua que es popular entre los aficionados a la fotografía de naturaleza, así como entre aquellos interesados en actividades al aire libre como el senderismo y la observación de fauna.
El entorno del río Val alberga una rica variedad de flora y fauna típicas de los ecosistemas de ribera, que incluyen sauces, álamos, y vegetación riparia que protege las riberas del río y crea hábitats cruciales para la biodiversidad local. La región es un refugio para diversas especies de aves, como garzas, martines pescadores y aves rapaces, así como para otros animales típicos de la cuenca del Ebro. Esta biodiversidad hace que el río y sus alrededores sean un destino ideal para el ecoturismo y la observación de aves, actividades que han experimentado un crecimiento en los últimos años debido a la creciente demanda de turismo sostenible.
Además del turismo, el río Val es relevante desde un punto de vista ecológico, ya que sus ecosistemas de ribera actúan como corredores biológicos que permiten la migración y el desplazamiento de especies a través de diferentes hábitats en el Sistema Ibérico. La presencia de estos corredores es fundamental para la conservación de la biodiversidad en la región, pues ayudan a mitigar los efectos de la fragmentación de hábitats causada por la actividad humana y el cambio climático.
En el ámbito turístico, la región ha trabajado en el desarrollo de rutas interpretativas que destacan el valor natural y cultural del río Val. Estas rutas, diseñadas para fomentar el turismo responsable, incluyen paneles informativos sobre la historia geológica del área, las especies endémicas y los retos ambientales actuales. Estas iniciativas no solo promueven el turismo sostenible, sino que también sensibilizan a los visitantes sobre la importancia de proteger y conservar el patrimonio natural de la región.